# Els padrins màgics
Els padrins màgics (anglès: The Fairly OddParents) és una sèrie de televisió animada americana creada per Butch Hartman per a Nickelodeon. La sèrie segueix les aventures de Timmy Turner, un nen de 10 anys que no té una vida feliç, i els dos padrins màgics que li són assignats —Cosmo i Wanda— que li concedeixen desitjos: pot demanar el que vulgui però ha de complir unes regles.
Als Països Catalans s'ha emès en català al canal K3 i al canal Super3 de Televisió de Catalunya i al canal Nou 2 de RTVV.
El 2024 se n'estrenà una seqüela a Netflix: Els padrins màgics: Un nou desig, que també ha estat doblada al català.